# سليمان العباس
سليمان العباس هو مهندس وسياسي سوري. شغل منصب وزير النفط والثروة المعدنية منذ 2013 حتى 2016.

## التعليم
يحمل العباس شهادة البكالوريوس في هندسة البترول التي حصل عليها من الجامعة الرومانية في بلويشت في عام 1982. كما حصل على شهادات في مجال مراقبة آبار النفط وتحكيم العقود من اتحاد المهندسين العرب.

## المسيرة المهنية
شغل العباس منصب مدير حقول النفط في الجيبسة في عام 1997. ثم عين مديرا لإدارة التخطيط في شركة السورية للنفط في عام 2005. أصبح عضوا في مجلس إدارة شركة الفرات للنفط في عام 2008. كما شغل منصب نائب وزير النفط. في 9 فبراير 2013 تم تعيينه وزير البترول والثروة المعدنية في مجلس الوزراء برئاسة رئيس الوزراء وائل الحلقي في تعديل وزاري طفيف. حل العباس محل سعيد هندي كوزير للنفط.